# 鑑賞會
〈鑑賞會〉（英語：The Viewing）是美國恐怖詩選串流媒體影集《吉勒摩·戴托羅之珍奇櫃》第一季的第七集，由帕諾斯·柯斯麥托斯執導並與亞倫·史都華-安（Aaron Stewart-Ahn）合作編劇，節目統籌吉勒摩·戴托羅擔任開場介紹者；本集與第一季其他七集不同，故事完全由編導原創而非改編。劇情講述一名神秘的富翁邀請四名各領域的專家參加一場鑑賞會，但卻發展成令人難忘的恐怖遭遇。該集2022年10月28日在Netflix全球上線；〈鑑賞會〉在觀眾間的口碑褒貶不一，但影評給予普遍好評。

## 劇情
1979年9月22日星期六，小說家蓋伊·蘭登、天體物理學家夏綠蒂·謝、音樂家藍道·羅斯及通靈者泰格·萊因哈德收到神秘富翁萊昂奈爾·拉西特的邀請，到他的豪宅鷸之屋（The Sandpiper House）作客，由拉西特的助手赫克特接送，拉西特的私人醫師札拉負責招待。拉西特拿出一瓶獨特的日本威士忌招待大家。當這群人喝酒和吸食札拉為他們準備的特级藥物時，拉西特對每位客人的才能和成就表示欽佩，其中藍道對自己的才華迷茫，但拉西特仍持續鼓勵他。拉西特對自己的過去及資訊含糊其辭，而是改介紹財產、房子、音樂和札拉的獨特之處，僅透露自己在二戰前投資了鈾而致富。札拉過去曾服侍穆安瑪爾·格達費上校，向客人們談起自己對他的印象。
在吸食稀有的秘魯古柯鹼後，拉西特將他們帶到了名為「方尖碑室」（The Obelisk Chamber）的房間，展示一顆奇特的岩石物體給他們鑑賞。夏綠蒂評論了它與隕石的相似之處，但該物體似乎沒有隕石進入大氣層後該有的任何損害；泰格感覺到物體內有一股精神能量，蓋伊則不以為然；拉西特聲稱該物體不受X光和碳測年法的影響。雖然拉西特制止，但藍道反复在物體附近吸菸，該物體在吸入大麻煙霧後碎裂，露出裡面的一隻長有雙角、黏液狀的生物；生物突然發出一種探測念波，令在場的所有人頭痛欲裂，無法承受的泰格和蓋伊分别被溶解和爆头而死，札拉则嘗試觸碰生物的頭部后亦被溶解身亡。生物吸收了拉西特的身體，變成「黏滴人」（Blob Man），但仍保有他的意識，並釋放電擊殺死朝自己用AK-47開槍的赫克特。藍道和夏綠蒂成功地逃離豪宅，並互相確認他們剛才目睹的事件屬實。黏滴人離開豪宅漫步進入涵洞，透過下水道邁向擁擠的市區，同時開始擾亂周遭的電力。

## 製作
〈鑑賞會〉為《吉勒摩·戴托羅之珍奇櫃》第一季的第七集，由帕諾斯·柯斯麥托斯執導並與亞倫·史都華-安（Aaron Stewart-Ahn）合作編劇，兩人先前曾在2018年電影《曼蒂》合作。Netflix2021年9月首度對外公開此消息，同時宣布本集的主演陣容：彼得·威勒、史提夫·阿吉、艾瑞克·安德烈、蘇菲亞·波提拉、查琳·易、邁克·泰爾羅特和薩德·席迪圭（Saad Siddiqui）。威勒在劇集飾演富有的隱士「萊昂奈爾·拉西特」（Lionel Lassiter），他涉足毒品並收集獨一無二的作品。柯斯麥托斯之所以選擇威勒，源自從小就是該演員的粉絲，特別喜歡他主演的《反暴戰士盟》和《初生》（均1984年）。
故事創意出自柯斯麥托斯和史都華-安，也是《吉勒摩·戴托羅之珍奇櫃》八集中唯一的非改編劇集，柯斯麥托斯選擇原創故事的決定特別受到戴托羅的支持。導演在〈鑑賞會〉中延續自己的招牌風格：極簡主義佈景、合成器構成的電子音樂、迷幻視覺效果及各種特殊打燈手法，整體較接近導演的2010年電影《迷幻黑彩虹》，極具個人風格化的本集在《吉勒摩·戴托羅之珍奇櫃》中顯得獨樹一格。其中丹尼爾·洛帕汀負責為劇集配樂作曲；柯斯麥托斯參與此項目的一個要求是允許使用自行挑選的攝影指導及作曲家，他補充：「他們非常包容且友善，讓我和最喜歡的攝影指導之一麥可·拉根（Michael Ragen）合作，我還得以令一直想合作的丹尼爾·洛帕汀負責配樂。最重要的是，〈鑑賞會〉對我而言屬於一部個人電影、自己世界的一部分，而非只是應當的招牌作之一。」
《吉勒摩·戴托羅之珍奇櫃》的美術指導塔瑪拉·德夫雷爾及其團隊經過與柯斯麥托斯的會議後，遵循其想法而將拉西特的豪宅打造成野獸派，並事先製作成模型展示給導演觀看。拉西特的房子中有著發光的隧道、圓形的房間以及下沉的橙色客廳，天花板上吊有一盞由一堆管子拼裝成的枝形吊燈；德夫雷爾先前曾在《星際爭霸戰：發現號》中使用銅管做過類似的產物（一套煙斗）。
〈鑑賞會〉以「成癮」為主題，劇中的麻醉藥物和收藏癖好皆是柯斯麥托斯的自我投射；柯斯麥托斯表示：「我在重度收藏家周圍長大，意思是我認為極端收集和成癮間存在相似之處。」他認為收藏的衝動與藥物成癮相當接近，此想法取自於痴迷於收集的父親、認識的幾名圖書館員以及漫畫與電影的專家。對柯斯麥托斯而言〈鑑賞會〉更像是實驗電影，「有點像《史酷比》卡通和EC漫畫的混搭。」
影集節目統籌兼執行製片人吉勒摩·戴托羅親自擔任開場介紹者。此前，戴托羅曾對柯斯麥托斯的《曼蒂》讚賞有加。

## 發行
〈鑑賞會〉2022年10月28日隨第八集〈呢喃〉一同在Netflix正式上線。該集起初宣布為影集的第五集，但在正式上線時更動成第七集。上線當日，官方釋出該集的獨立預告片。同年10月23日，劇集海報釋出。

## 反響
〈鑑賞會〉在觀眾間的口碑褒貶不一，但在影評界正評居多。Collider網站的馬可·維托·奧多（Marco Vito Oddo）指出正如許多人批評柯斯麥托斯將風格置於實質之上，但亦有意見認為獨特的美學能使一部電影昇華；〈鑑賞會〉主要內容圍繞於一群人在客廳聊天，沒有發生太多的事件，最後也缺乏令人驚訝的轉折，但仍讚賞柯斯麥托斯的才華，將該集評為《吉勒摩·戴托羅之珍奇櫃》第四佳的劇集。《電視指南》雜誌的連恩·馬修斯（Liam Mathews）讚賞出色的燈光、佈景設計和氛圍，但對故事情節的重視則為其次，結局可能令觀眾驚嘆：「就這樣？」IndieWire網站的班·崔維斯（Ben Travers）給予《吉勒摩·戴托羅之珍奇櫃》負面評價，但稱讚「光演員加上創作者的組合就該讓觀眾跳過前面，優先觀看可謂觀影體驗較佳的倒數第二集〈鑑賞會〉，不像其他劇集那樣裝神弄鬼。」
漫畫書資源網的亞力士・羅素（Alex Russell）讚賞視覺效果、配樂以及編導，在評論寫道：「柯斯麥托斯對《吉勒摩·戴托羅之珍奇櫃》的投入在一眾導演中大放異彩，同時也強調了戴托羅與其他人才合作的親和力。〈鑑賞會〉憑藉悲觀、開放式結局和一隻很可能為未來的怪物設計奠下基礎的怪物設計，可謂道地的精工細作，更是一封寫給恐怖片的情書；總而言之，本集是會讓觀眾乞求第二季的那種含金量。」網站的普拉米特·查特吉（Pramit Chatterjee）讚賞本集的攝影、音樂、80年代的視覺風格和角色對白，以及腦袋爆炸、面部融化等實體特效表現，唯一不滿片長太短。女權主義雜誌《狂怒》（Las Furias）的西斯科·西蒙（Xesco Simón）將〈鑑賞會〉列為本劇首季第一名，但指出導演的風格不適合任何人。線上雜誌《Inverse》的傑克·克萊曼（Jake Kleinman）稱本集在八集中超乎水準，更在科幻恐怖作品中佔有一席之地，同時點出本集的主題為「收集、上癮和絕望」，但認為部分對CGI的依賴扣了點分。
Den of Geek網站的克絲汀·霍華（Kirsten Howard）發現本集有著與《法櫃奇兵》（1981年；納粹臉部遭融化的橋段）、《靈異殺陣》（1986年）和《惡爛狂人》（2020年）相似之處；認為〈鑑賞會〉對柯斯麥托斯的粉絲而言可謂美好的時光，足以成為《吉勒摩·戴托羅之珍奇櫃》劇集之最，但可能不適合毫無心理準備的年輕觀眾。《Slate》雜誌的傑佛瑞·布盧默（Jeffrey Bloomer）將首季八集的可怕程度排名，〈鑑賞會〉名列第三並得分5／10，同樣指出與《法櫃奇兵》的相似。Screen Rant網站的亞瑟·戈耶斯（Arthur Goyaz）認為本集有時很像《救命解藥》（2016年），而後半的恐怖橋段令人聯想到《星之彩》（2019年）。

## 外部連結
- 互联网电影数据库（IMDb）上《鑑賞會》的资料（英文）